# Stalon
Stalon is een gehucht binnen de Zweedse gemeente Vilhelmina. Het dorp is voornamelijk bekend vanwege de Stalon Waterkrachtcentrale. Het dorp ligt aan de Sagavägen, die hier noord-zuid loopt.
Bestuurscentrum: Vilhelmina (Tätort)
Småort: Bäsksele · Dikanäs · Klimpfjäll · Latikberg · Laxbäcken · Lövliden · Malgovik · Meselefors · Nästansjö · Saxnäs · Skansholm · Storseleby
Overig: Aronsjö · Fatmomakke · Kittelfjäll · Siksjönäs · Stalon · Strömnäs · Svannäs